# 小行星9521
小行星9521（9521 Martinhoffmann）是一颗围绕太阳公转的小行星。1980年3月16日，天文学家克拉斯-英格瓦·拉格爾科維斯特在拉西拉天文台发现了此天体。
这颗小行星的绝对星等为68.43309等。